# Ulf Olsson
Ulf Olsson (19 de dezembro de 1951 - 10 de janeiro de 2010), também conhecido como Helénmannen ("o homem Helen") na Suécia, foi um criminoso sueco, condenado pelo assassinato de Helén Nilsson, de 10 anos de idade,  e Jannica Ekblad, 26 anos, em 1989.